# Louvières (Calvados)
Louvières ist eine ehemalige französische Gemeinde mit 73 Einwohnern (Stand: 1. Januar 2020) im Département Calvados in der Region Normandie. Sie gehörte zum Arrondissement Bayeux.
Der Erlass vom 8. September 2016 legte mit Wirkung zum 1. Januar 2017 die Eingliederung von LouvièresAignerville als Commune déléguée zusammen mit den früheren Gemeinden  Formigny, Écrammeville und Aignerville zur neuen Commune nouvelle Formigny La Bataille fest.

## Geografie
Louvières liegt im Nordwesten des Départements rund 19 Kilometer nordwestlich von Bayeux und rund 45 Kilometer nordwestlich von Caen an der Südküste des Ärmelkanals.
Umgeben wird Louvières von den Nachbargemeinden und der Commune déléguée Formigny von Formigny La Bataille:
| Englesqueville-la-Percée | Ärmelkanal                                  |                   |
|                          | Kompassrose, die auf Nachbargemeinden zeigt | Vierville-sur-Mer |
| Asnières-en-Bessin       | Formigny (Commune déléguée)                 |                   |

## Bevölkerungsentwicklung
| Louvières: Einwohnerzahlen von 1793 bis 2020                                                                               | Louvières: Einwohnerzahlen von 1793 bis 2020 | Louvières: Einwohnerzahlen von 1793 bis 2020 | Louvières: Einwohnerzahlen von 1793 bis 2020 | Louvières: Einwohnerzahlen von 1793 bis 2020 |
| --- | -------------------------------------------- | -------------------------------------------- | -------------------------------------------- | -------------------------------------------- |
| Jahr |                                              |                                              |                                              | Einwohner                                    |
| 1793 | 1793                                         |                                              | 249                                          | 249                                          |
| 1800 | 1800                                         |                                              | 201                                          | 201                                          |
| 1806 | 1806                                         |                                              | 232                                          | 232                                          |
| 1821 | 1821                                         |                                              | 208                                          | 208                                          |
| 1831 | 1831                                         |                                              | 240                                          | 240                                          |
| 1836 | 1836                                         |                                              | 202                                          | 202                                          |
| 1841 | 1841                                         |                                              | 197                                          | 197                                          |
| 1846 | 1846                                         |                                              | 209                                          | 209                                          |
| 1851 | 1851                                         |                                              | 215                                          | 215                                          |
| 1856 | 1856                                         |                                              | 205                                          | 205                                          |
| 1861 | 1861                                         |                                              | 185                                          | 185                                          |
| 1866 | 1866                                         |                                              | 194                                          | 194                                          |
| 1872 | 1872                                         |                                              | 173                                          | 173                                          |
| 1876 | 1876                                         |                                              | 166                                          | 166                                          |
| 1881 | 1881                                         |                                              | 145                                          | 145                                          |
| 1886 | 1886                                         |                                              | 131                                          | 131                                          |
| 1891 | 1891                                         |                                              | 135                                          | 135                                          |
| 1896 | 1896                                         |                                              | 143                                          | 143                                          |
| 1901 | 1901                                         |                                              | 125                                          | 125                                          |
| 1906 | 1906                                         |                                              | 151                                          | 151                                          |
| 1911 | 1911                                         |                                              | 122                                          | 122                                          |
| 1921 | 1921                                         |                                              | 107                                          | 107                                          |
| 1926 | 1926                                         |                                              | 113                                          | 113                                          |
| 1931 | 1931                                         |                                              | 137                                          | 137                                          |
| 1936 | 1936                                         |                                              | 111                                          | 111                                          |
| 1946 | 1946                                         |                                              | 111                                          | 111                                          |
| 1954 | 1954                                         |                                              | 101                                          | 101                                          |
| 1962 | 1962                                         |                                              | 103                                          | 103                                          |
| 1968 | 1968                                         |                                              | 111                                          | 111                                          |
| 1975 | 1975                                         |                                              | 113                                          | 113                                          |
| 1982 | 1982                                         |                                              | 92                                           | 92                                           |
| 1990 | 1990                                         |                                              | 64                                           | 64                                           |
| 1999 | 1999                                         |                                              | 73                                           | 73                                           |
| 2006 | 2006                                         |                                              | 68                                           | 68                                           |
| 2013 | 2013                                         |                                              | 77                                           | 77                                           |
| 2020 | 2020                                         |                                              | 73                                           | 73                                           |
| Quelle(n): EHESS/Cassini bis 1999, INSEE ab 2006 Anmerkung(en): Ab 1962 offizielle Zahlen ohne Einwohner mit Zweitwohnsitz |                                              |                                              |                                              |                                              |

## Sehenswürdigkeiten
- Kirche Notre-Dame aus dem 14. Jahrhundert, seit 1840 als Monument historique klassifiziert
- Schloss Gruchy aus dem 18./19. Jahrhundert

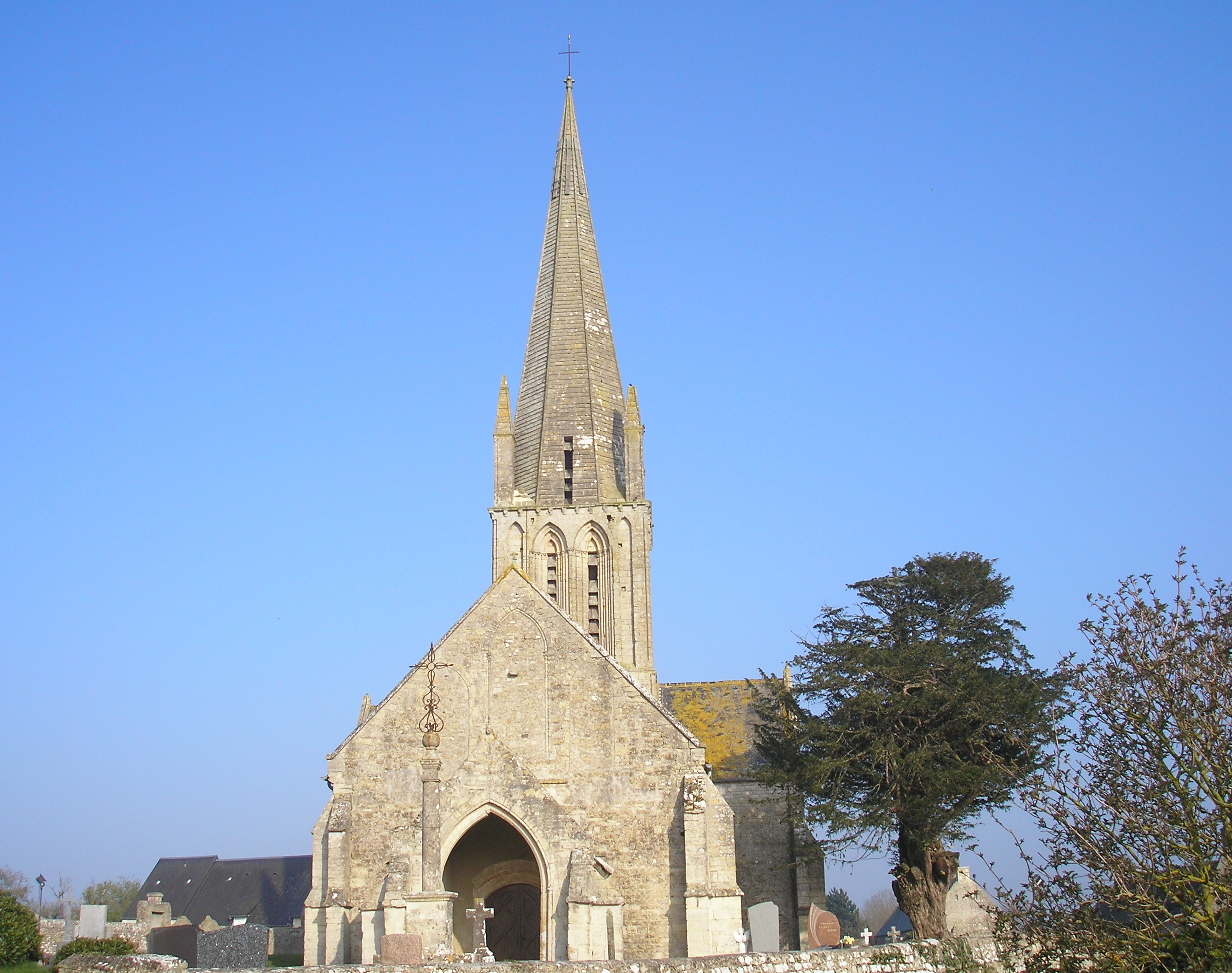
Kirche Notre-Dame
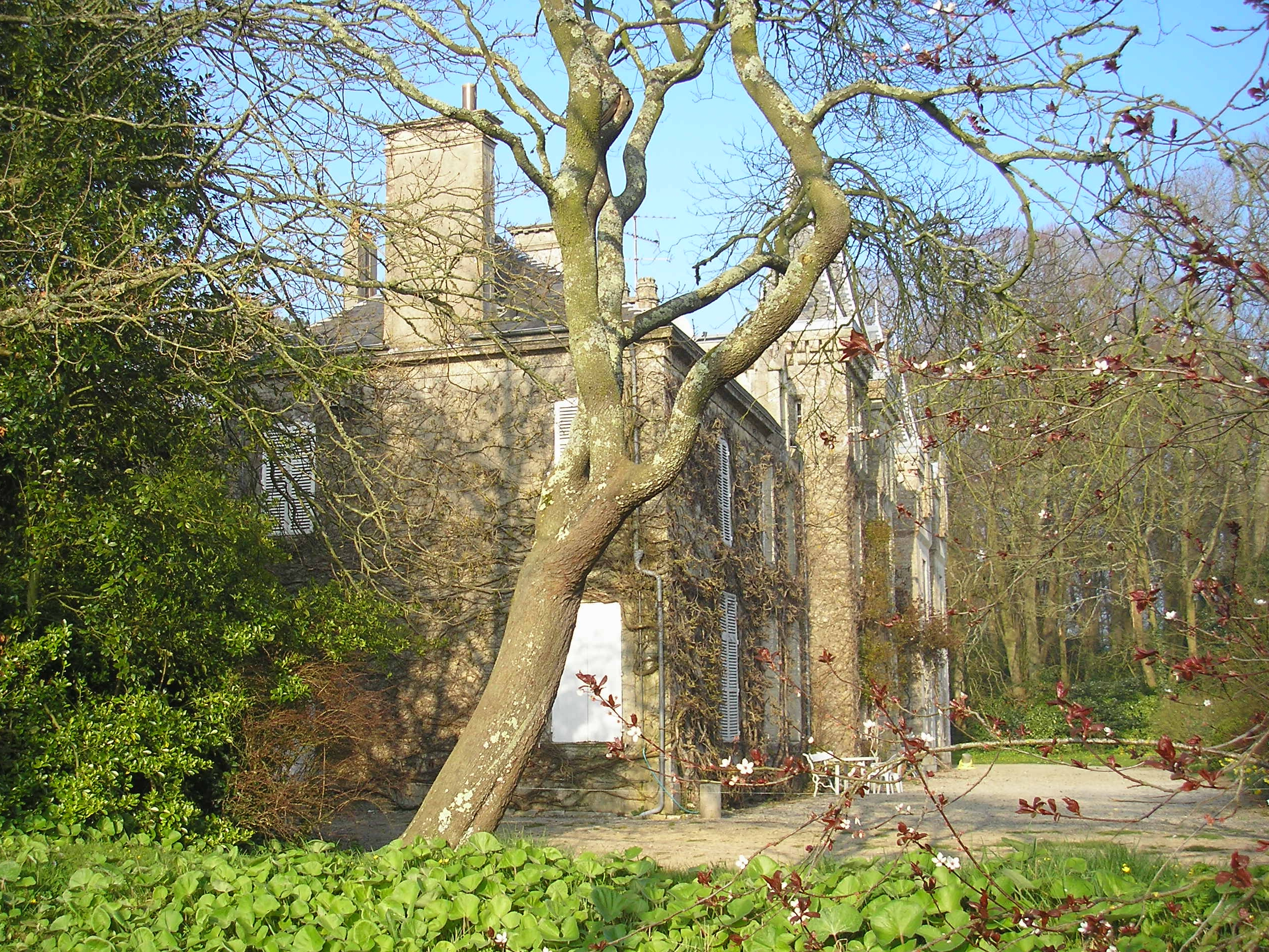
Schloss Gruchy